# أوغوز جاليلي
أوغوز جاليلي (بالتركية: oguz galeli) ممثل تركي ولد بمدينة إسطنبول في 23 أكتوبر 1967.

## أعماله
- أيمن كرونجي اغلو في دور الفتى المدلل لعائلة كرونجي يعمل في الشركة إلى جانب اخته فرح وابوه صفى كرونجي اغلو في مسلسل دموع الورد ويكون سبباً في موت زوجته نرمين.
- قبضة النمر: لم يؤدي دور البطولة المطلقة في هذا المسلسل إلا أنه كان يمثل دور أحد الأبطال الذي يسعى للانتقام من قاتل ابنته صاحبة ال8 سنوات (1995-2003) وبعد ذلك يغرم بفتاة تعمل كضابطة شرطة بعد موت طليقته بالقتل وفي الحلقة الأخيرة يعرف قاتل ابنته ويقتله إلى جانب حبيبته.

## حياته الشخصية
أغوز متزوج ولديه ابن.

## روابط خارجية
- أوغوز جاليلي على موقع IMDb (الإنجليزية)
- أوغوز جاليلي على موقع ألو سيني (الفرنسية)
- أوغوز جاليلي على موقع قاعدة بيانات الفيلم (الإنجليزية)
- أوغوز جاليلي على موقع كينوبويسك (الروسية)